# كيفين.د.شارر
كيفين د.شارر (بالإنجليزية: Kevin W. Sharer)‏ (مواليد 2 مارس 1948 في كاليفورنيا) هو رجل أعمال أمريكي شغل منصب رئيس مجلس الإدارة والمدير التنفيذي لشركة أمجن (Amgen) المختصة في مجال التكنولوجيا الحيوية. في الفترة بين عامي (2000-2012). وعمل ايضاً في العديد من مجالس الإدارات الكبيرة، فبعد Amgen انضم إلى هيئة التدريس في كلية هارفارد للأعمال في جامعة هارفارد، وفي الجامعة قام بتدريس إستراتيجية RC ومادة الإدارة العامة بجانبيها العمليات والإجراءات.

## معلوماته الشخصية
كيفن شارر متزوج من كارول شارر، ولديهم طفلان، وثلاث بنات من زوجته (أب آخر)، والعديد من الأحفاد. تعيش العائلة في مكاني إقامة إحداهما في فيل في ولاية كولورادو، والآخر في سان فرانسيسكو في ولاية كاليفورنيا.

## تعليمه
درس شارر هندسة الطيران في الأكاديمية البحرية الأمريكية وتخرج منها عام 1970 بدرجة البكالوريوس في هندسة الطيران. وفي عام 1971 حصل علي الماجستير في هندسة الطيران من كلية الدراسات العليا البحرية الأمريكية. وحصل لاحقًا على ماجستير إدارة الأعمال من كلية جوزيف إم كاتز للدراسات العليا للأعمال في جامعة بيتسبرغ عام 1983.

## عمله
خدم شارر في البحرية الأمريكية بين عامي (1970-1978)، وعمل في غواصتين نوويتين سريعة الهجوم. ثم أصبح ضابط مهندس البناء الجديد في  الغواصة USS Memphis (SSN-691) وعمل كجزء من طاقم التكليف. أخيراً تقاعد من البحرية برتبة رائد.

## خبرته في الشركات الكبرى
في الفترة بين عامي (1978-1982) عمل شارر في إيه تي آند تي (AT&T) في الهندسة وإدارة المبيعات. وكان شارر مستشاراً في شركة ماكنزي في الفترة بين عامي (1982-1984) في مكتب واشنطن العاصمة.
وفي الفترة بين عامي (1984-1989) عمل في شركة جنرال إلكتريك وشغل العديد من الوظائف فيها، كان أولها في قسم تطوير الأعمال والاستراتيجيات، ثم كمدير عام لقسمين صغيرين، أخيراً نائب رئيس الشركة. لكن رغم هذا المنصب فقد غادر الشركة متوجهاً للعمل في شركة MCI Communications، وعمل فيها بين عامي (1989-1992) حيث كان مسؤولاً عن المبيعات والتسويق وكمدير عام لقسم أسواق الأعمال.
انضم شارر إلى شركة التكنولوجيا الحيوية لتصنيع الأدوية Amgen في عام 1992 كرئيس ومدير عام للعمليات وعضو مجلس إدارة. ومنذ عام 2000 إلى 2012 كان رئيس مجلس الإدارة ورئيساً تنفيذياً للشركة أمجن. نمت مبيعات شركة أمجن من حوالي مليار دولار في المبيعات إلى ما يقرب من 15 مليار دولار في المبيعات خلال عشرين عامًا بفضل شارر. كان كل نمو المبيعات البالغ 14 مليار دولار، باستثناء 800 مليون دولار بشكل طبيعي.
انضم شارر إلى كلية إدارة الأعمال بجامعة هارفارد في عام 2012 وقام بتدريس مجموعة متنوعة من الدورات في الإستراتيجية والإدارة العامة لطلاب ماجستير إدارة الأعمال والتعليم التنفيذي، واستمر عمل شارر في الكلية لمدة ثماني سنوات.
كما ويوفر شارر أيضًا تدريبًا تنفيذيًا للرؤساء التنفيذيين لمجموعة متنوعة من المؤسسات الكبيرة المعقدة عبر مجموعة من الصناعات وهو مستشار استراتيجي في الرعاية الصحية لشركة "Blackstone" المالية.

## الإدارات التي كان عضواً فيها
- رئيس مجلس إدارة البحوث الصيدلانية ومصنعو أمريكا بين عامي (2005-2007).
- رئيس مجلس أمناء متحف مقاطعة لوس أنجلوس للتاريخ الطبيعي بين عامي (2000-2010).
- عضو في مجلس إدارة مؤسسة الأكاديمية البحرية الأمريكية منذ عام 1998.
- عضو مجلس إدارة متقاعد في أمجن، وUnocal، وشركة شيفرون، و3M، نورثروب غرومان.
- عضو في مجلس إدارة شركة ألايد مايندز، وهي شركة عامة لديها مجموعة من شركات التكنولوجيا الفائقة.